# 14-й цикл сонячної активності
14-й цикл сонячної активності — одинадцятий цикл сонячної активності від 1755 року, коли розпочався систематичний моніторинг кількості сонячних плям. Сонячний цикл тривав 11,5 року, від січня 1902 року до липня 1913 року. Максимальне протягом цього сонячного циклу значення числа Вольфа для кількості сонячних плям спостерігалося в лютому 1906 року і становило 107,1 (найнижче з часів мінімуму Дальтона), а початковий мінімум числа Вольфа становив 4,5. Під час мінімуму сонячної активності під час переходу від 14-го до 15-го циклу сонячної активності було загалом 1023 дні без сонячних плям (другий найвищий показник, зареєстрований за будь-який цикл на сьогодні).
Геомагнітні бурі в листопаді 1903 року, березні 1905 року та вересні 1909 року вплинули на телеграфні лінії.

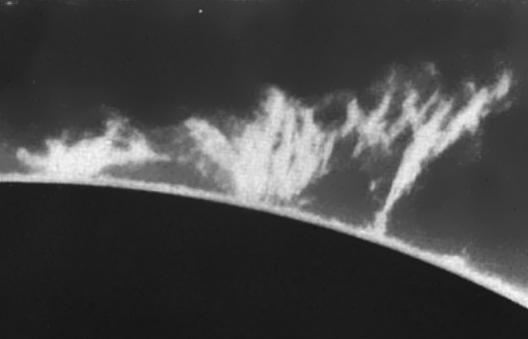
Сонячні протуберанці під час 14-го сонячного циклу (21 серпня 1909 року).